# ファーストアカウンティング
ファーストアカウンティング株式会社（英: Fast Accounting Co.,Ltd）は、東京都港区に本社を置く日本のSaas企業。法人向けに経理業務を効率化、自動化するAI技術サービスを提供している。

## 概要
2016年6月3日創業。会計分野に特化したAIソリューションサービスを大企業や会計ベンダーに向けて展開している。
主なサービスは、AI-OCR関連及び会計仕訳のアルゴリズムをサービス化したRobotaシリーズと、リモートワークでも経理業務を遂行できるように開発したRemotaというプラットフォーム。また、デジタルインボイスのサービスプロバイダとしてデジタル庁より正式に認定され、Peppolアクセスポイントも提供する。
その他、LLMなどの生成AIをはじめとする最新技術の研究を進め、その研究成果を元にサービス開発を行っている。
2023年9月22日、東証グロース市場に上場。

## 沿革
- 2016年
  - 6月　AI及びITを使った会計処理の高速化サービスの提供を目的とし東京都港区にファーストアカウンティング株式会社を設立[2]
- 2017年
  - 3月　東京都新宿区に本社移転
  - 8月　東京都千代田区に本社移転
- 2018年
  - 1月　通帳の画像をテキスト情報に変換するAIモジュール『通帳AI』(現 通帳Robota)の提供開始
  - 2月　領収書の画像をテキスト情報に変換するAIモジュール『領収書AI』(現 領収書Robota)の提供開始
  - 11月　勘定科目を推論するAIモジュール『仕訳AI』(現 仕訳Robota)の提供開始
- 2019年
  - 6月　東京都港区に本社移転
  - 7月　請求書の画像をテキスト情報に変換するAIモジュール『請求書AI』(現 請求書Robota)の提供開始
  - 9月　フィンテックアワード2019受賞[6]
  - 10月　サービス名を『Robota』(ロボタ)に統一
- 2020年
  - 9月　経理業務を効率化する請求書処理プラットフォーム『Remota』(リモタ)の提供開始
- 2022年
  - 8月　デジタル庁からデジタルインボイスの送受信サービスPeppolサービスプロバイダとして認定[3]
- 2023年
  - 7月　Mizuho Innovation Award 2023.1Q受賞[7]
  - 9月　東京証券取引所グロース市場に上場[5]
- 2024年
  - 5月　東京都港区芝公園に本社移転